# Corgatha pygmaea
Corgatha pygmaea là một loài bướm đêm trong họ Erebidae.